# 2-甲基戊醛
2-甲基戊醛是一种有机化合物，化学式为CH
3CH
2CH
2CH(CH
3)CHO。它可由2-甲基戊醇催化氧化或经氯铬酸吡啶氧化制得。它和2-甲基-2-丙基-1,3-丙二醇在对甲苯磺酸催化下反应，可以得到5-甲基-2-(1-甲基丁基)-5-丙基-1,3-二氧六环。